# برنامج ريادة الأعمال بجامعة رايرسون

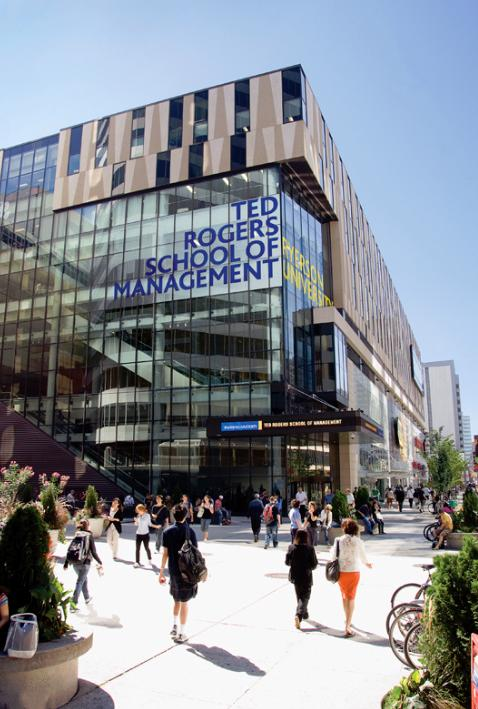
كلية تيد روجرز للإدارة بجامعة رايرسون

يعد برنامج ريادة الأعمال بجامعة رايرسون أكبر برنامج لريادة الأعمال الجامعية في كندا مع توفر كل من برامج الشهادات الرئيسية والثانوية. إنه قسم داخل مدرسة تيد روجرز للإدارة . تقع المدرسة في قلب المنطقة التجارية في المنطقة.

## نبذة
تمنح جامعة رايرسون ما يقرب مائة درجة من بكالوريوس في التجارة الرئيسية والثانوية في ريادة الأعمال كل عام. بالإضافة إلى ذلك، يجري المعهد بحثًا مستمرًا في مجال ريادة الأعمال وتطوير الاستراتيجيات.

## برنامج ابدأ في تدريبي في رايرسون
يساعد (ابدأ في تدريبي) الطلاب في بدء مشروع جديد. وهي مصممة لتزويد رواد الأعمال الطموحين بالتعليم والموارد والتمويل لبدء وتوسيع أعمالهم من خلال أربع مراحل (الأحداث، واستشارات الأفكار، والموارد، والتمويل). اللجنة مسؤولة أيضًا عن استضافة العديد من الأحداث الكبيرة بما في ذلك أمسية مع المتحدث الضيف كيفن أوليري ،  وأحداث التواصل حيث يأتي رواد الأعمال في تورونتو للقاء الطلاب والتحدث معهم.
تستضيف (ابدأ في تدريبي) أيضًا مسابقة (تواصل خطة الأعمال) السنوية البالغة 25000 دولارًا أمريكيًا حيث يدخل طلاب رواد الأعمال خطة أعمالهم في المسابقة للحصول على فرصة للفوز بـ 25000 دولار. ذهب أحدث فائز هيلي كولمان، الرئيس التنفيذي لشركة دام هيلز، ليكون متسابقًا ناجحًا في دراقونز دن من قناة اس بي سي . ومن بين الفائزين السابقين الآخرين الذين اكتسبوا قوة جذب كبيرة وبدء النجاح: جاي مانارا من شركة روك بارلور للمبلابس، ومونيكا مي تشيو من ايم لوكزوري.

## شبكة ملاك رايرسون
شبكة ملاك رايرسون (RAN) هي أول مجموعة مستثمر إنجيل بقيادة الجامعة في كندا. تتمثل مهمتهم في توفير التمويل والإرشاد والموارد للأعمال التي يقودها الشباب (طلاب ما بعد المرحلة الثانوية الحاليون والخريجين الجدد الذين تقل أعمارهم عن 35 عامًا) داخل جنوب أونتاريو. تدعم (RAN) بنشاط الشركات التي لديها احتمالية عالية للنجاح من خلال مساعدتها في خدمات استعداد المستثمرين. توفر RAN أيضًا موارد ما بعد الصفقات وفرص إدارة رأس مال العلاقات. الهدف هو الجمع بين المستثمرين المؤهلين مع الشركات التي يقودها الشباب لاستثمارات تتراوح من أحجام الصفقات الأصغر (أقل من 50000 دولار) إلى الصفقات الأكبر بكثير (أكثر من 500000 دولار).

## معهد بحوث ريادة الأعمال
معهد أبحاث ريادة الأعمال (ERI) مكرس لبحث الدور الذي يلعبه رواد الأعمال في الاقتصادات الحديثة. على وجه الخصوص، ينصب التركيز على معالجة الأسئلة البحثية الأساسية في مجال ريادة الأعمال: من أين تأتي فرص ريادة الأعمال، ولماذا تختار بعض الشركات والأفراد استغلالها، وكيف يمكن جعل هذه الجهود أكثر نجاحًا.
تركز (ERI) على الأبحاث ذات القيمة الأكاديمية والفكرية العالية، مع إمكانية تطبيق واضحة على الممارسين في مجتمع الأعمال. يضم المعهد كرسي تيد روجرز في ريادة الأعمال، وهو كرسي أبحاث موهوب يركز على ريادة الأعمال في كندا. ينظم المعهد أيضًا ندوات وندوات دورية حول الموضوعات التي تهم الباحثين في ريادة الأعمال.

## برنامج التخرج
يتم تضمين دورات ريادة الأعمال في برامج ماجستير إدارة الأعمال في رايرسون، وماجستير إدارة الأعمال في إدارة التكنولوجيا والابتكار. في إدارة التكنولوجيا والابتكار.